# Wellsville (pueblo)
Wellsville es un pueblo ubicado en el condado de Allegany en el estado estadounidense de Nueva York. En el año 2000 tenía una población de 7.678 habitantes y una densidad poblacional de 80.9 personas por km².

## Demografía
Según la Oficina del Censo en 2000 los ingresos medios por hogar en la localidad eran de $30,098, y los ingresos medios por familia eran $39,705. Los hombres tenían unos ingresos medios de $36,302 frente a los $23,387 para las mujeres. La renta per cápita para la localidad era de $18,744. Alrededor del 10.6% de la población estaban por debajo del umbral de pobreza.